# Lichinga (distrito)
Lichinga es un distrito de la provincia de Niassa, en Mozambique. Su centro administrativo lleva el mismo nombre.

## Características
Limita al norte con el distrito de Lago, Sanga y Muebe al occidente con el Lago Malawi y con Malaui, al sur con N'gauma, y al oriente con Majune.
Tiene una superficie de 8.075 km² y según el censo de 2007 una población de 62.802, lo cual arroja como densidad 7,8 habitantes/km².